# زمین‌لرزه ژوئیه ۲۰۰۳ چین
زمین‌لرزه چین در تاریخ ۲۱ ژوئیه ۲۰۰۳ میلادی، برابر با ‎۳۰ تیر ۱۳۸۲، ساعت ۱۵:۱۶:۳۱ به زمان یوتی‌سی در چین رخ داد. ژرفای این زلزله ۳۵ کیلومتر بود، و بزرگی آن ۵٫۹ در مقیاس Mw اعلام شده است. زمین‌لرزه به وقت محلی در روز دوشنبه، ساعت ۲۳ روی داده و منطقه زمانی آن یوتی‌سی +۸ بوده است.
سازمان زمین‌شناسی آمریکا نیز رومرکز این زمین‌لرزه را در مختصات ۲۵°۵۸′۳۰″شمالی ۱۰۱°۱۷′۲۴″شرقی / ۲۵٫۹۷۵°شمالی ۱۰۱٫۲۹°شرقی و ژرفای آن را در ۱۰ کیلومتر گزارش کرده است. بزرگی برگزیدهٔ این سازمان از میان بزرگی‌های محاسبه‌شدهٔ مختلف ۶ در مقیاس Mw بوده و از دید اثر، در میان چهار دسته‌بندی «نامحسوس»، «محسوس»، «زیان‌آور» یا «با تلفات»، زلزله را «با تلفات» اعلام کرده است. ۲۶۴۸۷۸ ساختمان در زمین‌لرزه خراب شده است. رانش زمین در آن به وجود آمده است.
پروژهٔ «تنسور گشتاور مرکزوار» زاویه‌های (راستا، شیب، ریک) گسل سازندهٔ زمین‌لرزه و صفحه عمود بر آن را (°۲۰۰، °۸۰، °۶-) یا (°۲۹۱، °۸۴، °۱۷۰-) و نوع گسل را«امتدادلغز» فرا رسانده است.
شمار کشتگان زلزله حدود ۱۶ نفر بوده است. تعداد زخمیان ۵۸۴ نفر برآورده شده است. بی‌خانمان شدگان نیز ۴۵۰۰۰ نفر اعلام شده است.